# مسجد نوان حضرة
مسجد نوان حضرة (Nauan Hazrat Mosque)، يقع في وسط كوكشيتو، في منطقة أكمولا في شمال كازاخستان، تم بناؤه بين عامي 2010 و2015 بتبرعات سكان المدينة.

## الوصف
تبلغ مساحة المسجد نفسه 5138 مترًا مربعًا، يعتمد تصميمه على الطراز الإسلامي الكلاسيكي مع الزخارف الكازاخستانية التقليدية، القاعة المركزية للمسجد مغطاة بقبة ضخمة قطرها 12 مترًا، وارتفاعها 25 مترًا، يبلغ ارتفاع المآذن الأربع 45.5 مترًا، مما يجعلها من أعلى المآذن في منطقة أكمولا، والجدران الخارجية والداخلية للمسجد مصنوعة من الحجر الجيري، والجزء الداخلي بالرخام الأبيض.